# 井上久士
井上 久士（いのうえ ひさし、1950年 - ）は、日本の歴史学者。専門は中国近現代史・日中関係史。駿河台大学名誉教授。日本中国友好協会会長。
一橋大学大学院社会学研究科修士課程修了、同博士後期課程単位取得退学。指導教官は増淵龍夫。駿河台大学法学部助教授を経て、2001年から駿河台大学法学部法律学科教授。駿河台大学比較法研究所長、日中友好協会副会長等を歴任。
平頂山事件研究の第一人者である。「中国人戦争被害者の要求を支える会」運営委員長、平頂山事件の勝利をめざす実行委員会委員長、日本平頂山事件研究会会長を務める。

## 著書（論文収録を含む）
- 『中国国民政府史の研究』（汲古書院）
- 「南京事件と遺体埋葬問題」、「南京事件と中国共産党」『南京事件を考える』藤原彰・本多勝一・洞富雄編（大月書店、1987年）
- 「遺体埋葬からみた南京事件犠性者数」『南京大虐殺の現場へ』洞富雄・藤原彰・本多勝一編（朝日新聞社、1988年）
- 『南京大虐殺否定論 13のウソ』南京事件調査研究会編（柏書房、1999年）
- 「南京大虐殺と中国国民党国際宣伝処」『現代歴史学と南京事件』笠原十九司・吉田裕編（柏書房、2006年）
- 『平頂山事件資料集』井上久士・川上詩朗 編（柏書房　2012年9月）ISBN 978-4-760-14150-0
- 『平頂山事件を考える　日本の侵略戦争の闇』新日本出版社、2022年8月。ISBN 978-4-406-06682-2。。